# Tom Courtenay

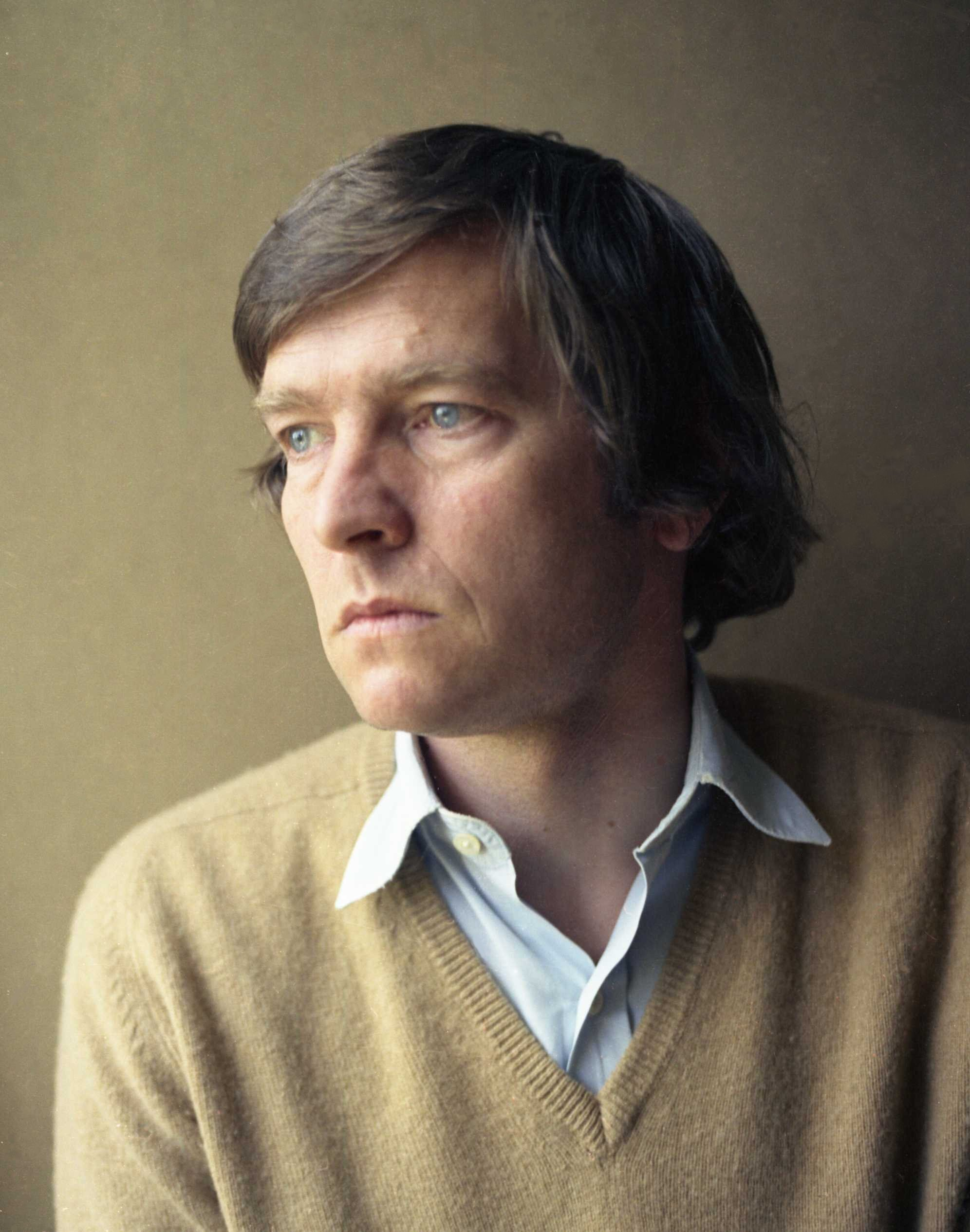
Tom Courtenay 1973-ban

Sir Tom Courtenay (Kingston upon Hull, 1937. február 25.) BAFTA- és Golden Globe-díjas angol színész.

## Életpályája
Szülei: Henry Courtenay és Anne Eliza Quest voltak. Három évig egyetemre járt, majd a Királyi Drámai Akadémia növendéke volt. 1960 óta színész. Pályafutása a televízió kamerái előtt indult. A neves filmrendező, Tony Richardson fedezte fel a film számára.
A hosszútávfutó magányossága (1962) címszereplőjeként egy csapásra a nemzetközi élvonalba került. 1964-ben mint A királyért és a hazáért című film Hamp közlegénye igazolta drámai képességeit. 1965-ben a Doktor Zsivágó című filmben nyújtott alakításáért Oscar-díjra jelölték. 1983-ban Oscar-díjra jelölték Az öltöztető című filmjéért.

## Magánélete
1973-1982 között Cheryl Kennedy (1947-) angol színésznő volt a felesége. 1988 óta Isabel Crossley-lel él házasságban.

## Színházi szerepei
- Csehov: Sirály...  Konstantin Trepylef (1960)
- Keith Waterhouse: A hazudós Billy...  Billy Fisher (1961-1962)
- Csehov: Cseresznyéskert...  Trofimov (1966)
- William Shakespeare: Macbeth...  Malcolm (1966)
- William Shakespeare: Hamlet (1966)
- Oliver Goldsmith: A hölgy hódítani kész...  Fiatal Marlow (1969)
- Brandon Thomas: Charley nénje...  Lord Fancourt Babberley (1971)
- Alan Ayckbourn: Újra meg újra...  Leonard (1972)
- Table Manners (1974)
- Alan Ayckbourn: A normann hódítás...  Norman (1974-1975)
- Edward Bond: A bolond...  John Clarke (1975)
- Richard Brinsley Sheridan: A vetélytársak...  Faulkland (1976)
- Michael Frayn: Felhők...  Owen (1978)
- Dosztojevszkij: Bűn és bűnhődés...  Raszkolnyikov (1978)
- Ronald Harwood: Az öltöztető...  Norman (1980)
- Molière: A mizantróp...  Alceste (1981)
- Andy Capp (1982)
- Tom Stoppard: Jumpers...  George (1984)
- Gorkij: Éjjeli menedékhely (1986)
- Molière: Képzelt beteg (1987)
- Clairrel foglalkozva (1988)
- Molière: A fösvény...  Harpagon (1992)
- Csehov: Ványa bácsi (1995)

## Filmjei
- ITV Television Playhouse (1961-1963)
- A hosszútávfutó magányossága (1962)
- Potter közkatona (1962)
- A hazudós Billy (1963)
- A királyért és a hazáért (1964)
- Crossbow-akció (1965)
- Patkánykirály (1965)
- Doktor Zsivágó (1965)
- Tábornokok éjszakája (1967)
- Banditák hálójában (1968)
- BBC Play of the Month (1968-1976)
- Az öltöztető (1983)
- Sittmentes Új Évet! (1987)
- Leonard, a titkosügynök (1987)
- Az utolsó pillangó (1991)
- Az igazság malmai (1991)
- Az ifjú Indiana Jones – A pávaszem kincse (1995)
- A régiségbolt (1995)
- Fiú a Merkúrról (1996)
- Végakarat (2001)
- Nicholas Nickleby élete és kalandjai (2002)
- Készen áll, Mr. McGill? (2003)
- Árvíz (2007)
- Az arany iránytű (2007)
- Kis Dorrit (sorozat - BBC, 2008)
- Kvartett – A nagy négyes (2012)
- Dől a moné (2012)
- Éjféli gyors Lisszabonba (2013)

## Művei
- Dear Tom: Letters from Home (2000)

## Díjai
- BAFTA-díj a legígéretesebb elsőfilmes főszereplőnek (1963) A hosszútávfutó magányossága
- Volpi Kupa (1964) A királyért és a hazáért
- A Brit Varietéklub Színészdíja (1972)
- A színikritikusok díja (1980)
- Golden Globe-díj a legjobb férfi főszereplőnek – filmdráma (1984) Az öltöztető
- BAFTA TV-díj a legjobb férfi főszereplőnek (1999) A Rather English Marriage
- BAFTA TV-díj a legjobb férfi mellékszereplőnek (2016) Kihantolt bűnök